# Resistenza di Şebinkarahisar
La resistenza di Şebinkarahisar (2-30 giugno 1915) è stata la resistenza delle milizia armena dell'Hunchak della provincia di Giresun contro le truppe ottomane durante il genocidio armeno. La resistenza all'assalto ottomano ebbe la durata di un mese. Gli armeni si erano posizionati in un forte appena fuori dalla città, dove circa 250 uomini si scontrarono contro i soldati turchi.

## Storia
La notizia dei massacri in altre regioni dell'Armenia occidentale fece pensare agli abitanti di Şebinkarahisar che il loro "turno" sarebbe presto arrivato. Nell'aprile 1915 centinaia di giovani vennero improvvisamente imprigionati. Nel giugno 1915, il leader religioso armeno della regione fu giustiziato. In seguito, 200 mercanti armeni furono uccisi come parte di una sistematica campagna di genocidio da parte delle autorità ottomane.
Gli armeni di Şebinkarahisar decisero così di affrontare gli ottomani. Iniziarono a bruciare le proprie case e si posizionarono in un forte vicino. Molti soldati ottomani caddero in quei giorni ma dopo settimane di confronto, la milizia armena non avendo più munizioni decise di uscire dal forte e combattere a mani nude. Donne, bambini e anziani in città, furono tutti massacrati dopo la repressione della resistenza.
Şebinkarahisar fu il luogo di nascita di Andranik Ozanian, un famoso fedaye armeno.
La resistenza a Şebinkarahisar è stata raccontata da Aram Haigaz, sopravvissuto all'assedio e alla successiva deportazione, nel suo libro The Fall of the Airie.